# Ngư lôi

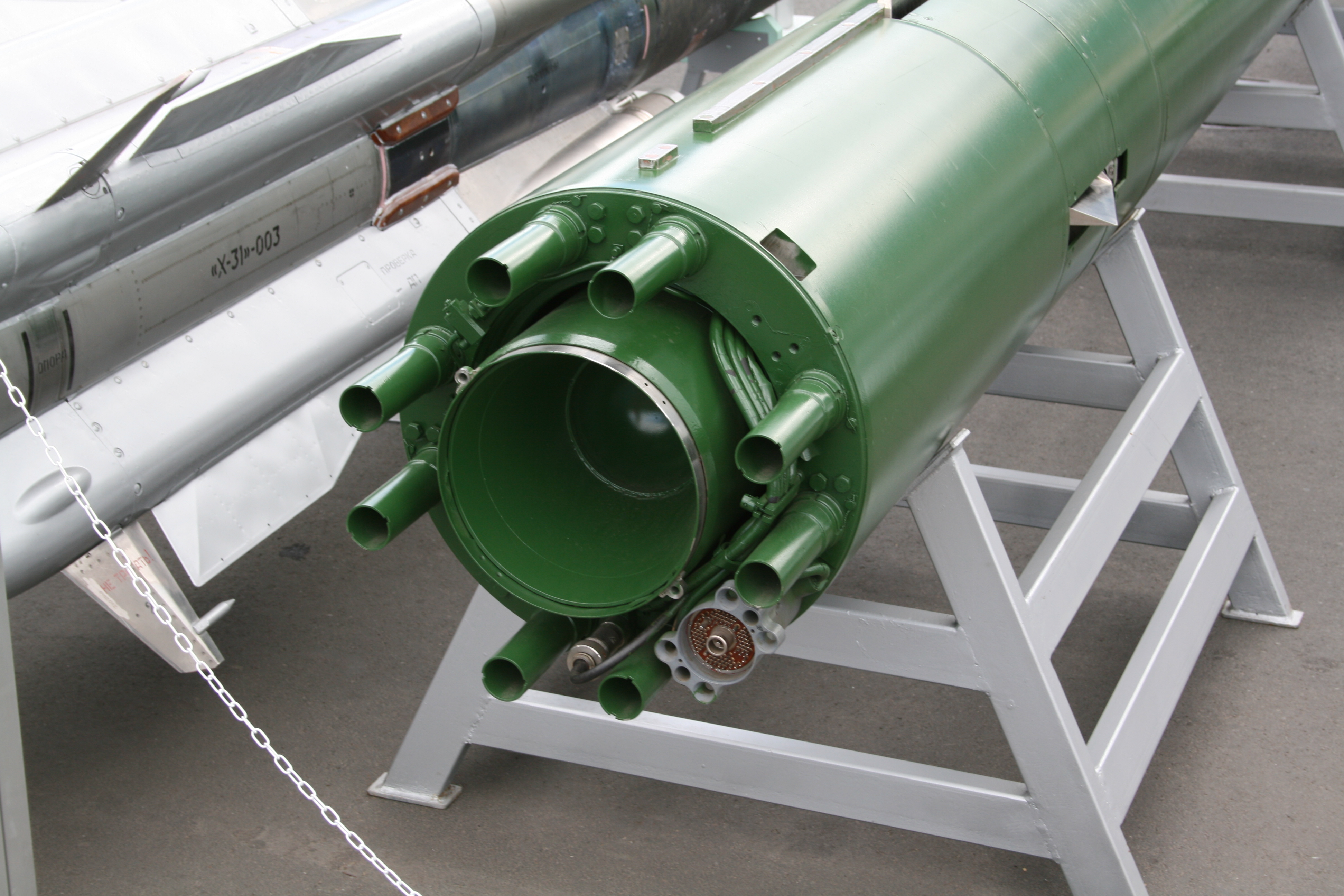
Động cơ phản lực của VA-111 Shkval, đây là loại động cơ phản lực luồng có lượng thông qua lớn từ nước hút vào

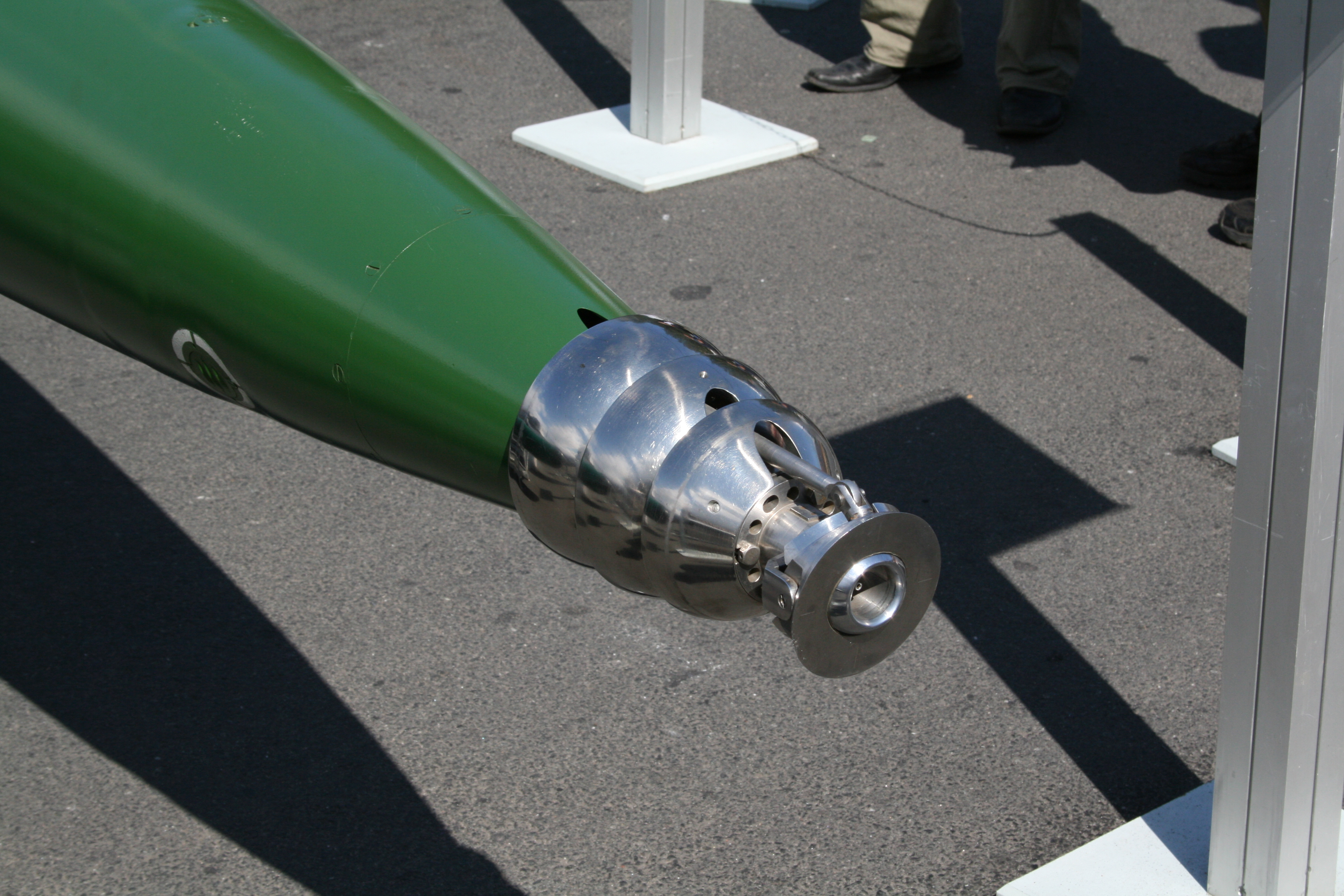
VA-111 Shkval Nga, đầu tạo siêu bọt.

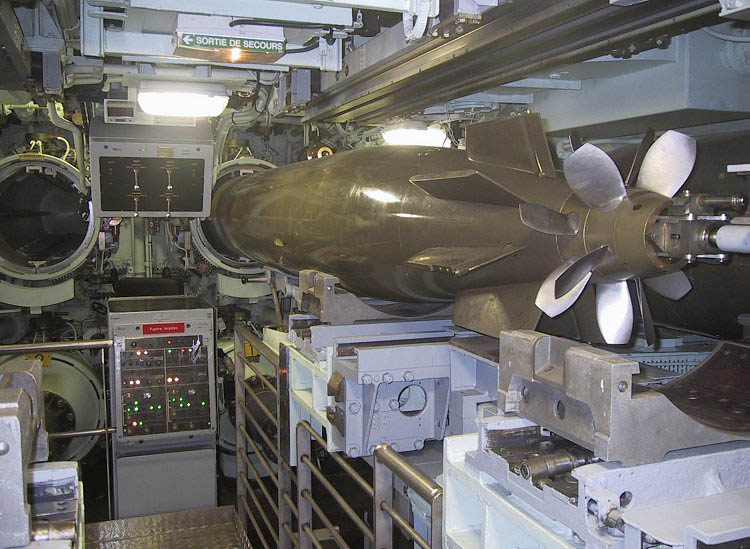
Tàu ngầm hạt nhân Le Redoutable Pháp, ngư lôi trong buồng L4 và L5

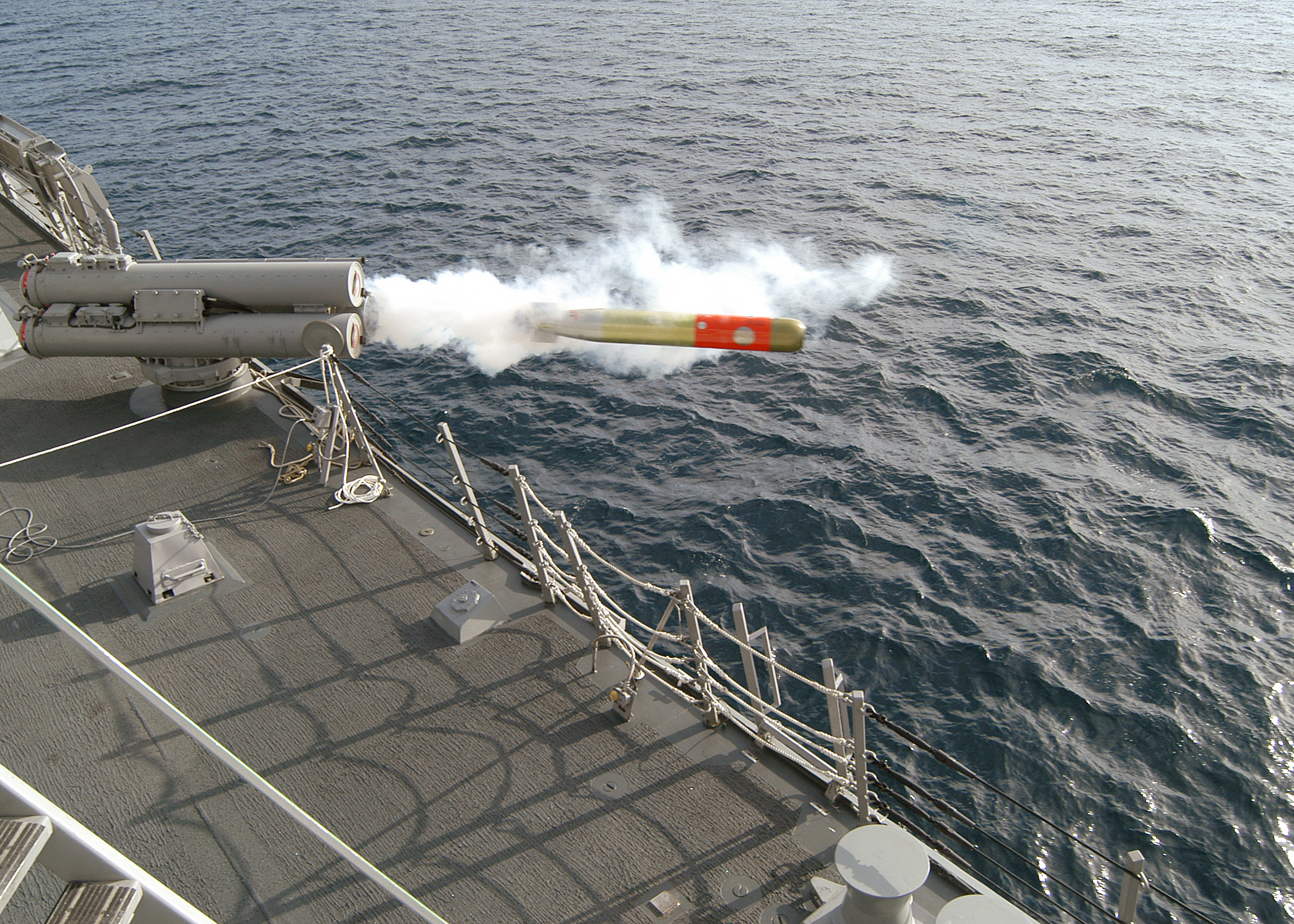
Một dàn phóng ngư lôi loại MK-32 Mod 15 (SVTT) bắn ra ngư lôi loại nhẹ MK-46 Mod 5

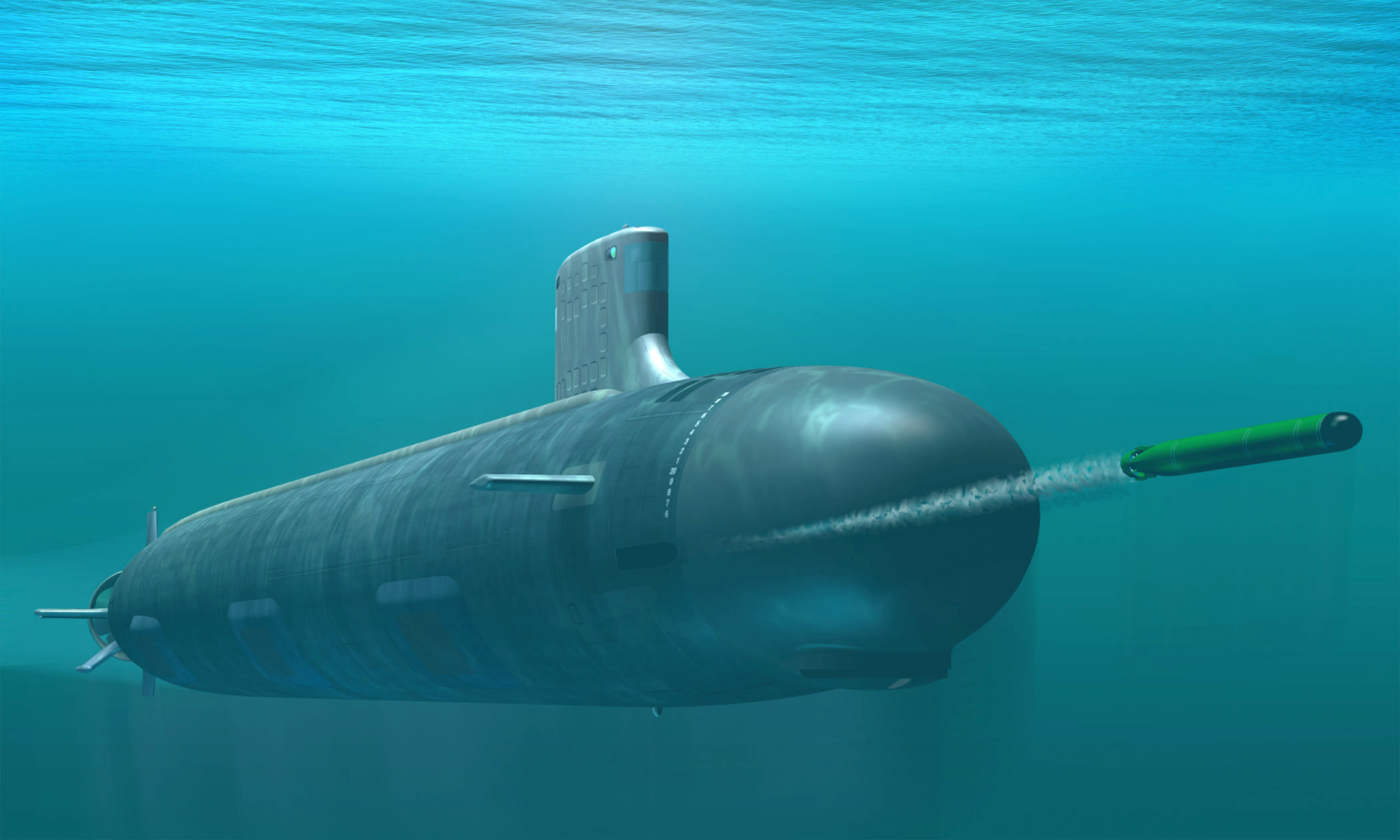
Tàu ngầm lớp Virginia phóng ngư lôi

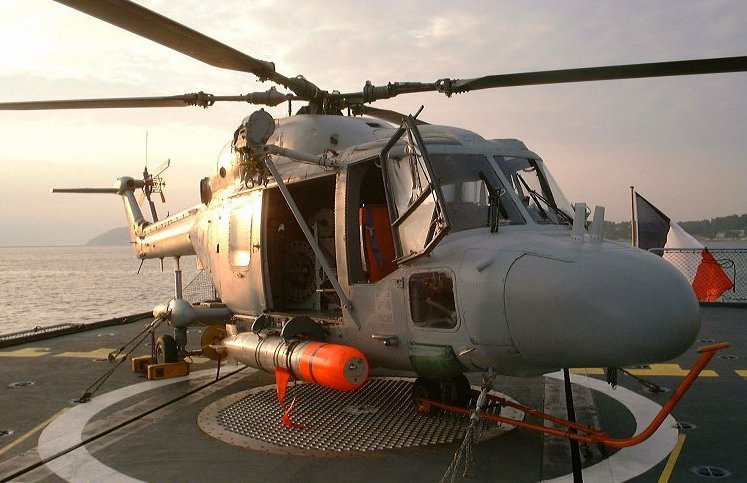
Máy bay Pháp Lynx và ngư lôi mk46

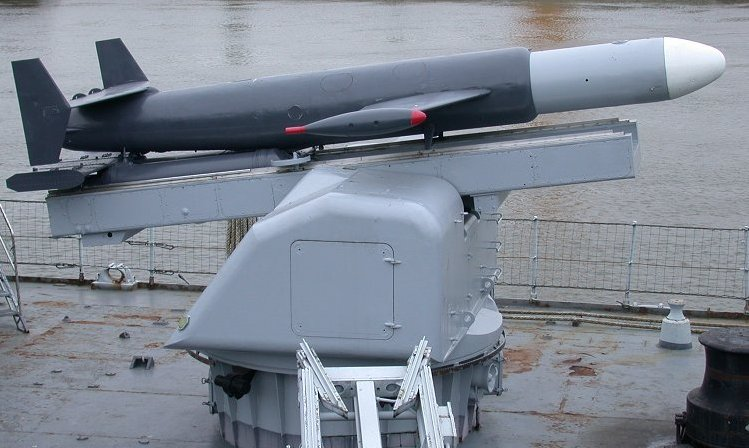
Một quả Malafon tên lửa mang ngư lôi

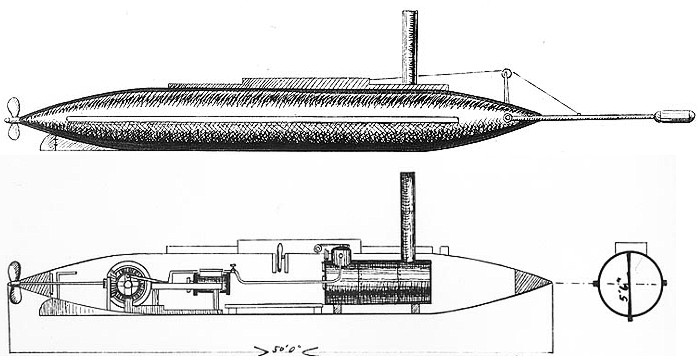
CSS David, tàu hồi nội chiến Mỹ, tiền thân của ngư lôi.

Ngư lôi là một loại vũ khí tự di chuyển trong nước, bên trong mang thuốc nổ lao vào đáy tàu thuyền của đối phương. Ngư lôi là đạn chính của tàu ngầm tấn công và tàu phóng lôi, ngoài ra còn có thể được bắn từ tàu nổi và máy bay
Ngư lôi thuộc nhóm đạn tự hành (tiếng Anh: torpedo), có thể có điều khiển hoặc không, được bắn từ ống phóng lôi, phổ biến nhất là bắn bằng năng lượng khí nén, hoặc được phóng không cần ống, như ở máy bay hay thủy lôi.
Ngư lôi ngày nay có hình trụ rất dài, có máy tự đẩy và mang theo đầu đạn chứa nhiều thuốc nổ. Ngư lôi mang đầu đạn từ vài chục, vài trăm kilôgam đến nhiều tấn, có thể mang đầu đạn hạt nhân hoặc thông thường. Ngư lôi cũng được dùng như một thành phần của vũ khí khác.
- Các tên lửa phóng từ tàu ngầm dùng ngư lôi đẩy lên mặt nước trước khi phóng.
- Các tên lửa chống ngầm mang đến khu vực có mục tiêu một phao nổi và ngư lôi nối với nhau bởi dây dẫn, qua đó điều khiển được ngư lôi.
- Một số loại thủy lôi có đầu đạn ngư lôi. Khi phát hiện ra mục tiêu phần ngư lôi lao đến tiêu diệt.

Trong Nội chiến Mỹ ngư lôi dùng để chỉ loại tàu hẹp và dài, chạy hơi nước. Đầu tàu có cần dài, trên đó có khối thuốc nổ. Cảm tử quân đâm khối thuốc này vào tàu địch rồi kích nổ. Công việc này quá nguy hiểm nên có nhu cầu đạn tự hành.
Người ta hay nhầm lẫn giữ ngư lôi và thủy lôi (một loại mìn dưới nước). Hiện nay, do công nghệ phát triển nên ranh giới phân biệt 2 loại vũ khí này cũng mờ nhạt đi, hiện đã có những loại "thủy lôi lai ngư lôi", chúng được neo dưới nước giống như thủy lôi nhưng lại có thể tự phát hiện mục tiêu rồi lao vào đối phương giống như ngư lôi.

## Máy đẩy
- Những ngư lôi ban đầu dùng khí nén nguội. Năm 1866 bình khi nén 2,25 atm chạy piston 100 vòng phút, ngư lôi đi được  khoảng 180 mét. Đến năm 1906 ngư lôi khí nén nguội đã đi được 1 km.
- Loại ngư lôi Howell Mỹ năm 1870 chạy bằng bánh đà 60 kg, quay đến tốc độ 10.000-20.000 vòng/phút trước khi phóng. Đầu đạn 43,5 kg, tầm 365 mét, tốc độ 46 km/h.
- Loại ngư lôi Brennan 1877 dùng dây, dây quấn vào trống, khi kéo dây thì trống quay, qua đó điều khiển được ngư lôi, đây là đạn tự hành có điều khiển đầu tiên.
- Năm 1904 người ta dùng không khí nén để đốt nhiên liệu động cơ. Sau đó nước được bơm vào tăng lượng thông qua. Đến những năm 1930 đã có ngư lôi chạy oxy nén.
- Phổ biến hiện nay ngư lôi chạy điện sinh ra từ pin. Động cơ điện quay chân vịt đẩy ngư lôi.
  - Ngày nay có loại pin dùng hơi sulphur hexaflorua phun qua mặt lithium cho dòng điện mạnh và lâu, khởi động nhanh.
- Các loại ngư lôi mạnh của Nga dùng động cơ phản lực hơi nước. Nhiên liệu đốt bay hơi hơi nước, tạo áp suất sinh phản lực.
- Các loại ngư lôi tầm xa dùng động cơ chạy bằng nhiên liệu và chất oxy hóa mang theo như peroxyt hydro, nhiệt năng tạo hơi nước, đẩy turbine hay piston.
- Ngày nay ngư lôi đẩy mạnh nhất là loại VA-111 Shkval áp dụng công nghệ siêu bọt của Nga, tốc độ đạt 360 km/h, nhanh gấp 7 lần so với tốc độ 52 km/h của ngư lôi MK-46 (Mỹ). Ngư lôi siêu bọt đẩy bằng động cơ phản lực hơi nước, đầu ngư lôi có chóp tạo khí, cả ngư lôi nằm trong một cái bọt lớn, thành ngư lôi có các càng chống vào thành bọt.

## Ra đời
Ngư lôi cũ: 
Ngư lôi cổ: 
Ivan Fedorovich Aleksandrovsky năm 1865 đề nghị với bộ Hải quân Nga loại ngư lôi tự đẩy. Đô đốc Stepan Osipovich Makarov chỉ huy tàu Công tước Konstantin. Chiến hạm này có 4 tàu phóng lôi Chesma (Чесма), Sinop (Синоп), Navarin (Наварин) và Miner (Минер). Hai chiếc Chesma (Чесма), Sinop (Синоп) đánh chìm tàu hơi nước Thổ Intibah ngày 14 tháng 1 năm 1878.
Giovanni Luppis người Áo trình bày một loại vũ khí bảo vệ bờ biển salvacoste năm 1860, Robert Whitehead là một kỹ sư Anh đang điều hành nhà máy Fiume đã giúp đưa phát minh này vào thực tế với tên gọi Minenschiff dùng cho tàu ngầm, được trình lên Ủy ban Hải quân Đế chế Áo ngày 21 tháng 12 năm 1866.
Hệ thống điều khiển điện do Nikola Tesla vẽ và sau đấy ông trình bày phương án điều khiển qua radio lên Quân đội Mỹ, nhưng bị xếp xó.
Đến đầu thế kỷ 20 đã phổ biến các tàu phóng lôi nhỏ, chạy nhanh và các tàu đối phó với chúng là tàu khu trục, sau Chiến tranh thế giới thứ nhất là tàu ngầm chủ yếu dùng ngư lôi. Trận chiến lớn dùng ngư lôi là Nga-Nhật 1905 Viễn Đông. Các tàu phóng lôi rất rẻ luôn thách thức đội thiết giáp hạm đắt đỏ.
Phương pháp chống ngư lôi thông dụng nhất là dùng tên lửa phóng bom nổ dưới mặt nước. Người Mỹ phát triển các hệ thống chiến đấu tầm rất ngắn, dùng súng máy bắn đạn xuyên chống máy bay, tên lửa và ngư lôi. Các căn cứ và tàu đứng yên bố trí các hàng rào và lưới, quanh các chiến hạm chính của đội tàu có các tàu nhỏ hơn che đỡ. Tàu ngầm Nga dùng ngư lôi siêu tốc đánh chặn ngư lôi địch.
Từ thập niên 1960 ở Liên Xô, châu Âu, Mỹ có những phòng thí nghiệm âm thanh mạnh, cho ra đời các ngư lôi tự tìm mục tiêu thụ động, chủ động và điều khiển từ xa. Lúc đó Liên Xô cũng phát minh nguyên lý siêu bọt và phát triển các ngư lôi siêu tốc. Đến cuối thế kỷ 20 kỹ thuật siêu bọt thất thoát, không còn là độc quyền của Nga nhưng hiện tại ngoài Nga vẫn chỉ dùng mức thử nghiệm.
Ngư lôi có thể phóng từ bệ phóng cố định, máy bay tàu... nhưng với tàu phóng lôi và tàu ngầm thì ngư lôi là vũ khí chủ yếu.
Sau Chiến tranh thế giới thứ hai xuất hiện pháo tự động bắn nhanh, tên lửa... nên các tàu phóng lôi ít tác dụng hơn trước, nhưng vẫn phổ biến. Thông thường tàu phóng lôi ngày nay mang cỡ vài trăm tấn, mang 2 hay 4 ống phóng, một động cơ đốt trong thường và một động cơ turbine hoặc turbo, chạy rất nhanh và rẻ. Tàu phóng lôi có các phương tiện phóng không tầm thấp và pháo nhỏ bắn nhanh, có radar để chiến đấu mọi thời tiết, có vỏ tang hình để chống radar địch. Chiến thuật thông thường của tàu phóng lôi là dùng nhóm tàu lao về phía tàu địch, lạng lách tránh pháo địch và chống trả máy bay đến khi phóng được ngư lôi. Tuy vậy, ngày nay tàu phóng lôi có nhiệm vụ chính là kết thúc tàu địch đã bị thương, không cho cơ hội sửa chữa. (Ví dụ trận đánh eo Đan Mạch, Tàu Bismarck bị tàu phóng lôi Dorsetshire tổng kết số mệnh).
Ngày nay có hai loại tàu ngầm chính là tàu ngầm chiến lược và tàu ngầm tấn công.
- Tàu ngầm chiến lược có nhiệm vụ chính mang tên lửa có đầu đạn chiến lược, ẩn nấp sâu trong biển dự phòng chiến tranh hạt nhân. Tàu ngầm chiến lược mang ngư lôi đường kính lớn, phóng tên lửa từ ống phóng lôi thường hoặc từ các ống phóng thẳng đứng đường kính lớn. Ngư lôi mang tên lửa lên mặt nước để tên lửa phóng đi. Các tàu ngầm này có thể phóng cả tên lửa đạn đạo và có cánh.
- Tàu ngầm tấn công là tàu ngầm dùng đánh chìm các tàu khác của đối phương. Các tàu này nhỏ, chạy nhanh, rất ít ồn và có sonar rất nhậy. Thông thường nó nằm im chờ đối phương đến gần, bắn ngư lôi và điều khiển ngư lôi đến gần tàu địch bằng thụ động, rồi bật chủ động lên công kích. Các tàu ngầm tấn công lớn ngày nay không khác tàu ngầm chiến lược, diệt tàu địch bằng tên lửa.
- Để diệt tàu ngầm vũ khí chính cũng là ngư lôi. Máy bay hải quân Sukhoi phát triển hệ thống phát hiện và chống ngầm độc lập, tiên tiến. Radar của máy bay phát hiện vệt đường đi của tàu ngầm bằng giao thoa. Khi đến khu vực có mục tiêu, máy bay thả xuống 70 phao nhỏ, các phao có định vị, liên lạc và phát âm bằng các vụ nổ nhỏ, thu tiếng vọng. Nhờ hạ âm từ các phao này định vị chính xác mục tiêu. Đạn diệt tàu ngầm là hỗn hợp tên lửa - ngư lôi - phao nổi, cho phép điều khiển chính xác ngư lôi trong lòng biển.

## Điều khiển
- Ban đầu các ngư lôi không có điều khiển
- Giữ hướng bằng con quay hồi chuyển hay la bàn từ trường tăng tầm bắn chính xác của ngư lôi.
- Ngư lôi chạy theo chương trình lập sẵn được người Đức dùng trong Chiến tranh thế giới thứ hai để đánh lừa Đồng Minh
- Ngư lôi tự dò mục tiêu thụ động tìm nguồn âm thanh thường phát ra từ tàu thủy. Mỹ và Đức dùng trong Chiến tranh thế giới thứ hai. Đức dùng ngư lôi Tsaukenig phóng từ tàu ngầm, ngư lôi Faydo của Mỹ phóng từ máy bay.
- Ngày nay có nhiều ngư lôi tìm mục tiêu chủ động, ngư lôi có sonar riêng.
- Một số ngư lôi đièu khiển từ xa bằng dây. Điều khiển từ xa có thể kết hợp bám địch chủ động hay thụ động.
- Ngư lôi có thể được kích nổ bằng chạm nổ, bằng từ trường, âm thanh hay điều khiển phát nổ.

## Kích thước
Vào năm 1945. Chiến tranh thế giới thứ hai có nhiều ngư lôi rất lớn. Ngày nay hầu hết ngư lôi có cỡ 533 mm, một số cỡ thông dụng nữa là 450 mm và 650 mm. Ngư lôi cỡ 533 mm dài trung bình 7 mét, nặng 2 tấn, mang 200–400 kg thuốc nổ.
Những cơ ngư lôi và ống phóng ít thấy hơn
- 12,75 inch (324 mm), ngư lôi hạng nhẹ.
- 16 inch (406 mm) được Liên Xô dùng trên lớp tàu ngầm Hotel, loại ngư lôi ASW, thông thường có thêm ống 21 inch.
- 450 mm (17,7 inch): Hải quân Hoàng gia Nhật, đôi khi được gọi là 18 inch.
- 21 inch (533 mm) thông dụng nhất, Đồng Minh, Đức, NATO, một số ngư lôi Liên Xô, một số ngư lôi Đế quốc Nhật.
- 24 inch (610 mm) Đế quốc Nhật, dùng cho ngư lôi phòng từ tàu nổi Kiểu 93.
- 650 mm dùng trên một số tàu Liên Xô, có guốc để phóng ngư lôi 533 mm trong ống 650 mm.
- 660 mm (26 inch), 30 inch (762 mm) và 36 inch (914 mm) dùng trên các tàu ngầm hạt nhân phóng tên lửa có đường kính lớn. Có thể phóng được ngư lôi 533 mm.
- 1550 mm,hiếm thấy nhất,được Nga dùng để phóng ngư lôi T-15 và Status-6

## Một số ngư lôi

### Đức
Hải quân Đức:
- DM2A4
- DM2A3
- MU90 Impact
- Mark 46 torpedo
- Barracuda đang phát triển, siêu bọt

Hải quân Đức quốc xã Kriegsmarine:
- G7a (T1)
- G7e (T2)
- T3
- T4 (Falke)
- G7es (Zaunkönig)
- T11

### Đế quốc Nhật
- Ngư lôi kiểu 91
- Ngư lôi kiểu 92
- Ngư lôi kiểu 93
- Ngư lôi kiểu 95
- Ngư lôi kiểu 97
- Ngư lôi kiểu Kaiten

### Hải quân Hoàng gia Anh
- Ngư lôi kiểu Spearfish
- Ngư lôi kiểu Stingray
- Ngư lôi kiểu Mark 24

### Hải quân Nga
- Ngư lôi kiểu 53
- Ngư lôi kiểu 65
- Ngư lôi kiểu VA-111 Shkval

### Hải quân Mỹ
- Mark 46 hạng nhẹ;
- Mark 48 hạng nặng;
- Mark 50 hạng nhẹ;
- Mark 54 Hạng nhẹ tốc độ cao..